# Luigi Ambrosio
Luigi Ambrosio (Alba, 27 de enero de 1963)  es un matemático y catedrático universitario italiano. 

## Biografía
Ambrosio estudió en la Escuela Normal Superior de Pisa, donde es profesor de análisis matemático. Es el actual director de la Escuela.
Ambrosio es un experto en el cálculo de variaciones y ecuaciones en derivadas parciales. Ha realizado importantes contribuciones en los campos de análisis en espacios métricos y la teoría geométrica de la medida. 
Ha sido galardonado con el Premio Caccioppoli 1998, el Premio Fermat en 2003 y el Premio Balzan en 2019. Ambrosio ha sido nominado en 2001 en la lista de Thomson Reuters y Clarivate Analytics Highly Cited Researchers.
Participó como conferenciante plenario en el Congreso Internacional de Matemáticos del año 2018.
Ambrosio ganó una beca ERC en 2009.